# Sándor Hódosi
Sándor Hódosi (* 28. April 1966 in Budapest) ist ein ehemaliger ungarischer Kanute.

## Erfolge
Sándor Hódosi gehörte bei seinem Olympiadebüt 1988 in Seoul zum Aufgebot des Vierer-Kajaks. Gemeinsam mit Ferenc Csipes, Zsolt Gyulay und Attila Ábrahám gewann er über die 1000 Meter sowohl seinen Vorlauf als auch seinen Halbfinallauf. Im Finale verwiesen sie mit einer Rennzeit von 3:00,20 Minuten den sowjetischen Vierer um 1,2 Sekunden auf den zweiten Platz sowie das DDR-Boot mit 2,1 Sekunden auf Rang drei, womit Hódosi, Csipes, Gyulay und Ábrahám Olympiasieger wurden.
Mehrere Erfolge gelangen Hódosi auch bei Weltmeisterschaften. 1987 sicherte er sich in Duisburg im Zweier-Kajak über 10.000 Meter mit Ferenc Csipes noch die Bronzemedaille, ehe ihm mit Attila Ábrahám zwei Jahre darauf in Plowdiw der Titelgewinn gelang. In Plowdiw wurde er außerdem auch im Vierer-Kajak über 1000 Meter Weltmeister. Auf nationaler Ebene gewann Hódosi in verschiedenen Bootsklassen und Renndistanzen insgesamt 13 ungarische Meisterschaften. 1990 beendete er im Alter von nur 24 Jahren seine Karriere.